# Julián Alfaro
Julián Alfaro (Bragado, Provincia de Buenos Aires, 3 de diciembre de 1976-Ciudad de Buenos Aires, 17 de octubre de 2005) fue un piloto argentino de automovilismo, que se destacó a nivel nacional corriendo en la categoría Top Race. Debutó en la actividad a los 20 años en la Copa Citroën AX, para luego ascender al Top Race, donde corrió con una Honda Prelude y luego con una Hyundai Coupe, de la cual él mismo se encargó de fabricar sus componentes de manera artesanal. En 2005 se anotó entre los pilotos que participarían en la novel categoría Top Race V6, compitiendo en un Citroën C5 pintado con los colores oficiales de la marca. Sin embargo, esta incursión duraría muy poco, ya que el día 15 de octubre sufrió un violento accidente mientras probaba su Citroën con vistas a la competencia a realizarse al día siguiente en el Autódromo de Mar de Ajó. Tras dos días de agonía y en estado de coma irreversible, falleció el 17 de octubre de 2005, convirtiéndose en la primera víctima mortal de la categoría TRV6.

## Biografía
Julián Alfaro había debutado en el automovilismo nacional a los 19 años, cuando en agosto de 1996, participó de la denominada Copa Citroën AX. Con este coche, no solo se inició en la competición, sino también en la preparación de su coche, dando inicio a un arte que el mismo se encargaría de perfeccionar. En 1997, le llegó el debut en el Top Race, la única categoría nacional que lo viera brillar en sus dos oficios (piloto y preparador). Con una Honda Prelude, Alfaro demostró sus dotes peleando en la primera carrera del 25 de octubre de 1997 con Juan María Traverso y en la segunda remontando hasta llegar al tercer puesto, sin embargo un neumático lo dejó a pie a una vuelta del final. Con este modelo, Alfaro creó su propia estructura, el  Alfaro Motorsports, que llegó a contar en 1999 con los servicios de Oreste Berta en la atención de sus motores. La trayectoria con el Honda, finalizó en el año 2004, cuando en ocasión de la competencia corrida en el Autódromo "Santiago 'Yaco' Guarnieri" de la Ciudad de Resistencia, presentó en sociedad su máxima obra: Una Hyundai Coupe, diseñada y desarrollada por él mismo, además de contar con componentes diseñados por sus propias manos. Con esta Hyundai, Alfaro siguió demostrando sus cualidades de conducción, peleando de igual a igual contra los Chevrolet Vectra y los BMW Serie 3 que dominaban el parque automotor del Top Race. En 2005, se creó la categoría TRV6 y Alfaro nuevamente emprende un desafío al anotarse entre los pilotos participantes. Para ello, retorna a su primer amor adquiriendo un Citroën C5, preparado para esta categoría. Sin embargo, el destino le jugaría una mala pasada y el 15 de octubre de 2005, durante las pruebas de clasificación en el circuito de Mar de Ajó, sufre un terrible accidente que lo deja en coma irreversible, produciéndose su deceso dos días después. Varios pilotos expresaron sus condolencias por tan terrible y sorpresiva pérdida, siendo que Alfaro a esa altura, ya se estaba convirtiendo en un abanderado de la categoría. Su Hyundai Coupe, fue utilizada por última vez por el entonces campeón reinante del Top Race original, Ernesto Bessone, a modo de homenaje por su partida. Una vez finalizada la carrera, la familia del piloto fallecido, decidió donar este vehículo, al Museo del Automóvil "Juan Manuel Fangio" de la localidad de Balcarce.

### Su muerte
El día 14 de octubre de 2005, comenzaron las actividades oficiales del TRV6 en el Autódromo de Mar de Ajó, con vistas a una nueva fecha de la flamante categoría. A la misma, Alfaro se hizo presente con su Citroën C5 para probarse con miras a la competencia del domingo. Ese día, se había especificado dos tandas de entrenamientos: la primera para pilotos debutantes y la segunda para los que ya venían corriendo en las fechas pasadas. El sábado 15 de octubre, Julián Alfaro sale a pista por detrás del piloto Julio Francischetti, que venía comandando un Chevrolet Vectra. De pronto, en una curva pronunciada, el coche de Francischetti pisa el pasto saliéndose de pista y perdiendo el control. Al regresar a la cinta asfáltica, lo hace atravesando la misma, cuando de repente fue impactado de lleno por el Citroën de Alfaro, luego de ser esquivado por otro competidor, a más de 200 km/h. En el impacto, el lateral derecho del Citroën de Alfaro se enganchó con la trompa del Chevrolet de Francischetti, arrancándose casi de cuajo y bajando abruptamente la velocidad del C5. Producto del violento descenso de velocidad, Alfaro fue quien se llevó la peor parte. Según el parte médico, presentó pérdida de conocimiento y sangrado de oído, a la vez de haber entrado en estado de coma irreversible. Alfaro fue trasladado al Hospital Zonal de Mar de Ajó y más tarde, derivado a un Hospital de Capital Federal, donde se produjo su deceso el día lunes 17 de octubre de 2005.
Su familia decidió donar sus órganos dándole a Julián una segunda oportunidad. Su cuerpo fue enterrado dos días después en el Cementerio Jardín de Paz ubicado en Pilar.

### El último homenaje
Luego de su fallecimiento, la familia de Alfaro pensó en hacer correr una última carrera a modo de despedida a la Hyundai Cupe que el mismo Julián preparara artesanalmente. Para ello, se pusieron en contacto con el entonces campeón del Top Race Original, Ernesto Bessone. Bessone, aceptó la propuesta de comandar por última vez el auto de Alfaro, para luego de esa competencia donarlo al Museo del Automóvil Juan Manuel Fangio de la Ciudad de Balcarce. En esta oportunidad, además de brindarle un merecido homenaje, Bessone estrenaría el "1" obtenido en 2004, dado que en el TRV6 no podía utilizarlo. La carrera se dio finalmente en el Circuito de Paraná, el 27 de noviembre, donde Bessone arribó segundo detrás del futuro campeón de la categoría Claudio Kohler. La impresión que tuvo el campeón 2004 de la construcción de este vehículo lo sorprendió gratamente, aunque aclaró que no pudo en ningún momento acercarse a Kohler para arrebatarle la victoria y despedir el coche bien a lo grande. Finalmente, luego de esta carrera y tal como se había prometido, la familia Alfaro donó el coche al Museo Fangio de Balcarce.

## Trayectoria
- 1996: Copa Citroën AX
- 1997: Copa Citroën AX - Top Race con Honda Prelude
- 1998 - 2003: Top Race con Honda Prelude
- 2004: Top Race con Honda Prelude y Hyundai Coupé
- 2005: TRV6 con Citroën C5